# Papilionanthe biswasiana
Papilionanthe biswasiana là một loài thực vật có hoa trong họ Lan. Loài này được (Ghose & Mukerjee) Garay mô tả khoa học đầu tiên năm 1974.